# Hippolytia
 Hippolytia  Poljakov, 1957 è un genere di piante angiosperme dicotiledoni della famiglia delle Asteraceae, sottofamiglia Asteroideae, tribù Anthemideae (Asian-southern African grade) e sottotribù Artemisiinae.

## Etimologia
Il nome del genere deriva dal personaggio mitologico Ippolito.
Il nome scientifico del genere è stato definito dal botanico Petr Petrovich Poljakov (1902-1974) nella pubblicazione " Botanicheskie Materialy Gerbariya Botanicheskogo Instituta Imeni V. L. Komarova Akademii Nauk S S S R. Leningrad. Leningrad [St. Petersburg]" ( Bot. Mater. Gerb. Bot. Inst. Komarova Akad. Nauk S.S.S.R. 18: 288) del 1957.

## Descrizione
Portamento. Le specie di questa genere sono erbe perenni. L'indumento consiste in brevi peli medifissi.
Fusto. La parte aerea in genere è eretta, semplice o ramosa (a volte può mancare - sono piante tipo cuscino).
Foglie. Le foglie lungo il caule sono disposte in modo alterno con lamina da tipo 2-3-pennatopartita a tipo pennatosetta (in genere sono trilobate).
Infiorescenza. Le sinflorescenze sono formate da numerosi (2 - 15) capolini raccolti in modo corimboso. Le infiorescenze vere e proprie sono composte da un capolino terminale da brevemente peduncolato a sessile di tipo discoide omogami. I capolini sono formati da un involucro, con forme emisferiche, campanulate o coniche, composto da diverse brattee, al cui interno un ricettacolo fa da base ai fiori di due tipi: fiori del raggio (qui assenti) e fiori del disco. Le brattee, piatte e a consistenza rigido-erbacea, sono disposte in modo più o meno embricato su più serie (da 2 a 3). Il ricettacolo, piatto-emisferico, è sprovvisto di pagliette avvolgenti la base dei fiori. Le brattee interne al margine sono scariose e colorate di bruno/nero.
Fiori.  I fiori sono tetra-ciclici (formati cioè da 4 verticilli: calice – corolla – androceo – gineceo) e pentameri (calice e corolla formati da 5 elementi). Si distinguono in:
- fiori del raggio (esterni): sono assenti;
- fiori del disco (centrali): sono più numerosi con forme brevemente tubulose (attinomorfe); sono ermafroditi fertili.

- Formula fiorale:

*/x K {\displaystyle \infty }, [C (5), A (5)], G 2 (infero), achenio
- Calice: i sepali del calice sono ridotti ad una coroncina di squame.

- Corolla: (solamente fiori del disco) la forma è tubulare bruscamente divaricata in 5 lobi; i lobi, patenti o eretti, hanno una forma deltata o più o meno lanceolata; il colore in genere è giallo.

- Androceo: l'androceo è formato da 5 stami (alternati ai lobi della corolla) sorretti da filamenti generalmente liberi e sottili; gli stami sono connati e formano un manicotto circondante lo stilo. Le antere possono essere sia di tipo basifissa che medifissa (ossia attaccate al filamento per la base – nel primo caso; oppure in un punto intermedio – nel secondo caso).[13] Questa caratteristica ha valore tassonomico in quanto distingue i generi gli uni dagli altri. Le antere sono caudate con base ottusa e appendici apicali ovato-lanceolate. Il tessuto endoteciale (rivestimento interno dell'antera) non è polarizzato. Il polline è sferico con un diametro medio di circa 25 micron;  è tricolporato (con tre aperture sia di tipo a fessura che tipo isodiametrica o poro) ed è più o meno echinato (con punte sporgenti).

- Gineceo: l'ovario è infero uniloculare formato da 2 carpelli. Lo stilo (il recettore del polline) è profondamente bifido (con due stigmi divergenti) e con le linee stigmatiche marginali separate o contigue. I due bracci dello stilo hanno una forma lineare troncata e possono essere papillosi o ricoperti da ciuffi di peli.

Frutti. I frutti sono degli acheni senza pappo. Gli acheni hanno una forma da cilindrica a strettamente obovoide; possiedono 5 - 8 coste; l'apice in genere è arrotondato con un anello apicale. Il pericarpo è glabro senza cellule mucillaginifere, mentre talvolta possiedono dei canali di resina longitudinali.

## Biologia
Impollinazione: l'impollinazione avviene tramite insetti (impollinazione entomogama tramite farfalle diurne e notturne).

Riproduzione: la fecondazione avviene fondamentalmente tramite l'impollinazione dei fiori (vedi sopra).

Dispersione: i semi (gli acheni) cadendo a terra sono successivamente dispersi soprattutto da insetti tipo formiche (disseminazione mirmecoria). In questo tipo di piante avviene anche un altro tipo di dispersione: zoocoria. Infatti gli uncini delle brattee dell'involucro (se presenti) si agganciano ai peli degli animali di passaggio disperdendo così anche su lunghe distanze i semi della pianta. Inoltre per merito del pappo (se presente) il vento può trasportare i semi anche a distanza di alcuni chilometri (disseminazione anemocora).

## Distribuzione e habitat
Le specie di questo genere sono distribuite in Asia centrale.

## Sistematica
La famiglia di appartenenza di questa voce (Asteraceae o Compositae, nomen conservandum) probabilmente originaria del Sud America, è la più numerosa del mondo vegetale, comprende oltre 23.000 specie distribuite su 1.535 generi, oppure 22.750 specie e 1.530 generi secondo altre fonti (una delle checklist più aggiornata elenca fino a 1.679 generi). La famiglia attualmente (2021) è divisa in 16 sottofamiglie; la sottofamiglia Asteroideae è una di queste e rappresenta l'evoluzione più recente di tutta la famiglia.

### Filogenesi
Il gruppo di questa voce è descritto nella tribù Anthemideae, una delle 21 tribù della sottofamiglia Asteroideae). In base alle ultime ricerche nella tribù sono stati individuati (provvisoriamente) 4 principali lignaggi (o cladi): "Southern hemisphere grade", "Asian-southern African grade", "Eurasian grade" e "Mediterranean clade". Il genere  Hippolytia (insieme alla sottotribù Artemisiinae) è incluso nel clade Asian-southern African grade..
Da un punto di vista filogenetico il genere Hippolytia occupa, nell'ambito della sottotribù, una posizione basale insieme ai generi Artemisiella ,  Brachanthemum, Hulteniella, Lepidolopha, Leucanthemella  e Nipponanthemum . In tassonomie precedenti il genere di questa voce era descritto all'interno del "Handelia Group".
I caratteri distintivi del genere sono:
- le antere sono codate;
- gli acheni hanno 5 - 8 coste longitudinali talvolta con canali di resina;
- l'apice degli acheni sono bordati da un anello.

Il numero cromosomico delle specie di questo genere è: 2n = 18.
In base all'"orologio molecolare" questo genere ha iniziato a divergere tra 5 e 4 milioni di anni fa insieme ai generi Nipponanthemum  e Artemisiella .

### Elenco delle specie
Questo genere ha 15 specie:
- Hippolytia crassicollum (Rech.f.) K.Bremer & Humphries
- Hippolytia darwasica (C.Winkl.) Poljakov
- Hippolytia delavayi (Franch. ex W.W.Sm.) C.Shih
- Hippolytia desmantha  C.Shih
- Hippolytia glomerata  C.Shih
- Hippolytia gossypina (Hook.f. & Thomson ex C.B.Clarke) C.Shih
- Hippolytia herderi (Regel & Schmalh.) Poljakov
- Hippolytia kennedyi (Dunn) Y.Ling
- Hippolytia longifolia (Rech.f.) C.Shih
- Hippolytia megacephala (Rupr.) Poljakov
- Hippolytia nana (C.B.Clarke) C.Shih
- Hippolytia schugnanica (C.Winkl.) Poljakov
- Hippolytia senecionis (Jacquem. ex Besser) Poljakov. ex Tzvelev
- Hippolytia syncalathiformis  C.Shih
- Hippolytia yunnanensis (Jeffrey) C.Shih